# Pyramide von Sinki
Die Pyramide von Sinki gehört zusammen mit den Pyramiden in Edfu-Süd, Elephantine, El-Kula, Ombos, Saujet el-Meitin und Seila zu einer Gruppe von insgesamt sieben sehr ähnlichen kleinen Stufenpyramiden, die alle fernab der großen Zentren Ägyptens errichtet wurden und über die sehr wenig bekannt ist. Sie liegt etwa sechs Kilometer südlich von Abydos in der Nähe des Dorfes Naga Ahmed Khalifa. Der Name Sinki stammt von den Anwohnern und bezieht sich ausschließlich auf die Ruine der Pyramide. Seine Bedeutung ist unbekannt. Entdeckt wurde die Pyramide bereits 1883 von Charles Wilbour und Gaston Maspero, eine gründliche Untersuchung erfolgte aber erst 1980–81 durch Günter Dreyer und Nabil Swelim.

## Daten

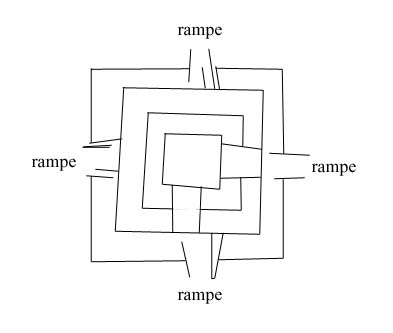
Plan der Pyramide von Sinki

Die Pyramide hat eine Grundfläche von etwa 18,5 mal 18,5 Meter und erreicht heute noch eine Höhe von etwa vier Meter. Sie bestand ursprünglich aus drei Stufen, aus deren Neigungswinkel sich eine einstige Höhe von etwa 12,5 Meter errechnen lässt. Als Baumaterial dienten unbearbeitete Flint-Konkretionen und Kalkstein - beides aus örtlichen Vorkommen. Die Größe der einzelnen Blöcke variiert sehr stark. Als Mörtel diente ein Gemisch aus tonhaltigem Sand und Nilschlamm. Auf allen vier Seiten des Bauwerks führen Rampen bis hinauf zur zweiten Schale. Die Rampe auf der Ostseite ist am besten erhalten und erreicht heute noch eine Höhe von 1,35 Meter. Dass diese Rampen nicht entfernt wurden, kann als Indiz dafür gelten, dass der Bau nicht fertiggestellt wurde.

## Erbauung und Funktion
Wer der Erbauer der Pyramide war, ist nicht bekannt. Günter Dreyer und Werner Kaiser halten sie, sowie die anderen oben genannten Pyramiden für ein zusammenhängendes Bauprojekt von Pharao Huni, dem letzten Herrscher der 3. Dynastie. Andrzej Ćwiek vermutet als Bauherrn Hunis Nachfolger Snofru (um 2670–2620 v. Chr.), den Begründer der 4. Dynastie. Auch über die Funktion herrscht keine Klarheit. Die Deutungen reichen von einer Repräsentationsstätte des Königs über eine Darstellung des Urhügels oder ein Symbol der politischen und religiösen Einheit des Landes bis hin zu Kenotaphen der königlichen Gemahlinnen.

## Gräber
Das Fehlen eines Kammersystems deutet klar darauf hin, dass die Pyramide nicht als Begräbnisstätte eines Pharaos oder eines seiner Familienmitglieder geplant war. Dennoch wurden innerhalb der Pyramidenreste und in deren näherem Umfeld 14 Bestattungen ausgemacht, von denen allerdings nur eine direkt mit dem Bau in Zusammenhang gebracht werden kann. Bei dieser handelt es sich um die Beisetzung eines Jugendlichen, die vermutlich noch während der Bauarbeiten oder kurz danach erfolgte. Zwei weitere Bestattungen stammen aus dem späten Alten Reich, drei aus der Spätzeit und vier aus griechisch-römischer Zeit. Vier Kinderbestattungen lassen sich nicht eindeutig datieren, sind aber wohl neuzeitlich. Diese sehr große zeitliche Streuung zeigt deutlich, dass das Umfeld der Pyramide nicht als regulärer Friedhof diente. Der einzige Grund für diese vereinzelten Bestattungen ist wohl das Herausragen der Ruine aus der sonst flachen Wüste.

## Nachleben
Abgesehen von der sporadischen Nutzung als Begräbnisstätte spielte die Pyramide nach ihrer Erbauung anscheinend keine große Rolle mehr. Schon im Alten Reich diente sie nur noch als Aufenthaltsort für Hirten. Auch das Abtragen von Steinen fing offenbar schon in dieser Zeit an und führte bald zum Verfall des Bauwerks. Bereits Wilbour konnte bei seinen Forschungen Ende des 19. Jahrhunderts an der Nordseite einen spätzeitlichen Grabräuberschacht ausmachen. Dreyer und Swelim entdeckten bei ihrer Grabung einen weiteren an der Ostseite, der anscheinend bereits früher angelegt wurde. Keramikfunde und Feuerstellen deuten darauf hin, dass die Pyramide ab der späten Römerzeit nur noch als Rastplatz diente. Heutzutage spielt sie eine nicht unwesentliche Rolle im Volksglauben der einheimischen Bevölkerung: so schreibt man ihr zu, Frauen schwanger werden zu lassen und kranke Kinder heilen zu können.